# Police montée

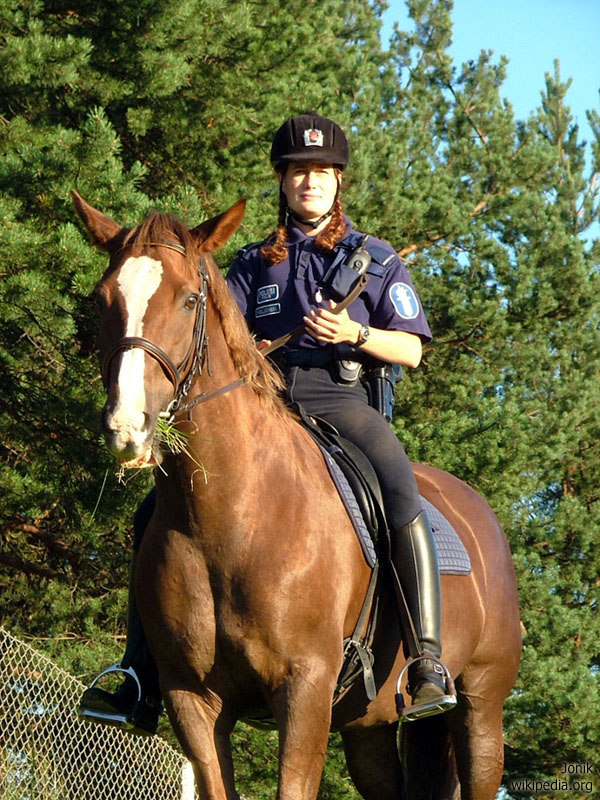
Officier de police montée à Helsinki en Finlande.

La police montée est une force de police dont les membres utilisent des chevaux comme moyen de locomotion. La plus célèbre police montée est sans doute la Gendarmerie royale du Canada (GRC)[réf. nécessaire], mais on retrouve des unités montées dans de nombreux pays. Ces policiers servent autant dans des zones difficiles d'accès à pied, où le cheval est souvent le meilleur moyen de déplacement, que dans les zones urbaines pour le contrôle des foules. Certains services de police les conservent simplement pour les besoins cérémoniels.

## Équipement
Les chevaux utilisés par la police montée sont du type cheval de selle et ils subissent une formation spécifique à l'usage auquel on les destine. Ces chevaux doivent répondre rapidement aux commandements du cavalier, ne pas être effrayés par la foule et souvent savoir travailler en groupe.
Les selles sont souvent en matériaux synthétiques, plutôt que faites de cuir, pour réduire le poids à transporter. En effet, le policier qui monte le cheval a souvent un équipement assez lourd, par exemple, une armure pour les unités antiémeutes, et les heures de travail sont longues. Le cheval est également chaussé de fers spéciaux avec des semelles de caoutchouc en zone urbaine pour une meilleure adhérence sur le pavé et pour coussiner la marche.

## Utilisation

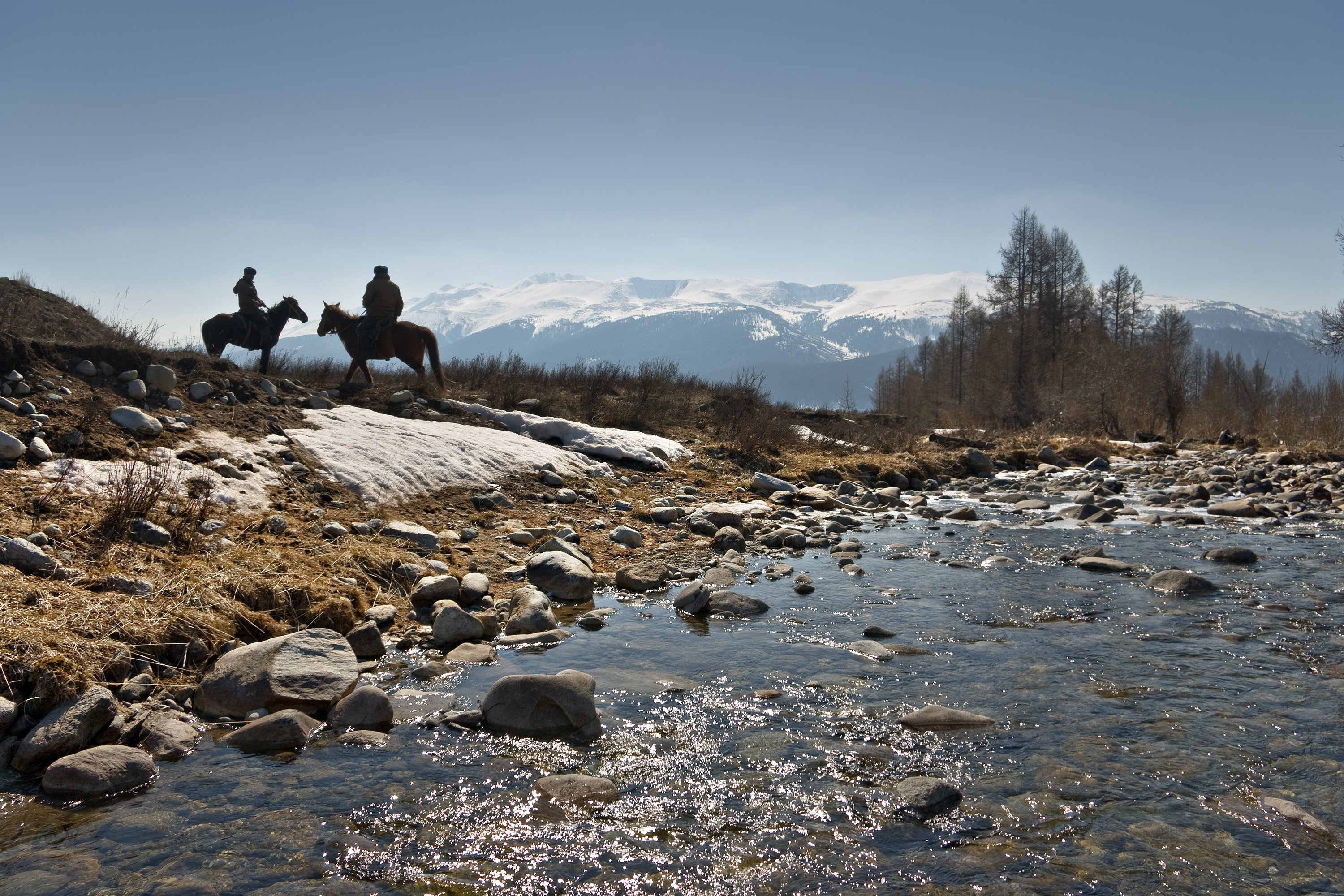
Patrouille en forêt dans les montagnes Altaï au Kazakhstan.

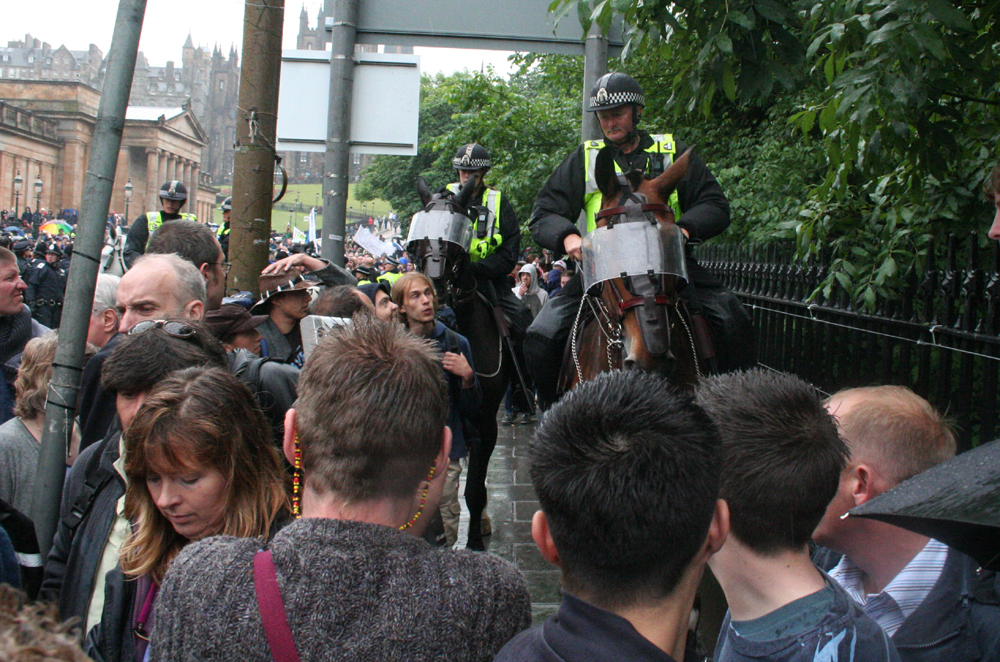
Dispersion d'une manifestation par la police montée écossaise.

Dans les zones sauvages comme les parcs nationaux, les forces de police utilisent les chevaux pour patrouiller dans des endroits qui ne sont pas accessibles par route. En particulier, on les retrouve lors de battues pour retrouver des personnes perdues en forêt.
Dans les villes, la police montée patrouille en général dans les grands parcs naturalisés, comme Central Park à New York. Occasionnellement, on les retrouve lors de grands rassemblements pour le maintien de l'ordre, car leur stature imposante peuvent intimider par leur présence et, en plus, ils donnent un point de vue en élévation qui permet aux policiers de mieux repérer les fauteurs de troubles. Par exemple, en Grande-Bretagne, la police montée est souvent utilisée lors de matchs de football pour empêcher les affrontements entre partisans des différents clubs.
Finalement, certaines unités ne sont que cérémoniales. Par exemple, la Gendarmerie royale du Canada n'utilise plus de chevaux dans son travail régulier, mais des véhicules modernes. Cependant, la GRC[à définir] maintient une unité de démonstration appelée le Carrousel qui donne régulièrement des spectacles équestres où ils exécutent des figures complexes et des mouvements réglementaires de cavalerie au son de la musique. Le Carrousel se produit au Canada et à l'étranger, servant ainsi d'outil promotionnel autant pour la GRC que pour le Canada.

## Police par pays

### Canada
Le 23 mai 1873, le Parlement canadien adopte une loi autorisant la création de la Police à cheval du Nord-Ouest (PCN-O). Cette date est considérée aujourd'hui comme étant la date de fondation officielle de la Gendarmerie royale du Canada (GRC). En 1904, le roi Édouard VII donne le titre « royal » à la PCN-O, qui devient alors officiellement la Gendarmerie royale à cheval du Nord-Ouest (GRCN-O). En 1920, un nouveau système policier est proposé où la GRCN-O exercerait un rôle de police fédérale à l'échelle du pays. À cette occasion, le GRCN-O devient devient la Gendarmerie royale du Canada (GRC). Depuis cette date, la GRC a un mandat de service de police fédérale, en plus d'être engagée par contrat pour servir de police provinciale et/ou municipale dans certaines provinces.
La GRC compte en 2021 plus de 20 000 policiers secondés par près de 10 000 employés civils dans plus de 700 détachements situés dans 150 municipalités du pays. Elle fournit en outre des services de police dans plus de 600 collectivités autochtones. Seule sa section de démonstration, appelée le Carrousel de la Gendarmerie royale du Canada, utilise encore des chevaux au nombre de 32.
Quelques autres forces de police canadiennes ont également des unités montées pour certaines tâches dont le contrôle des foules et la patrouille de certains parcs. Il y a notamment :
- La Royal Newfoundland Constabulary a une unité montée de 4 chevaux depuis 1873, mais à temps plein après 2003 ;
- Unité montée du service de police de Toronto, créée en 1886, c'est la plus importante parmi les forces de police municipale avec 27 chevaux ;
- Unité montée de la police régionale d'Halifax (Nouvelle-Écosse) avec 2 chevaux et 2 cavaliers assignés ;
- Le service de police de Hamilton (Ontario) créé en janvier 2010 avec 5 chevaux ;
- La cavalerie du Service de police de la Ville de Montréal est la plus ancienne unité montée (formée en 1885) et compte 8 chevaux ;
- Le Service de police de Calgary a une unité montée depuis 1978 de 6 chevaux ;
- Escouade montée du service de police de Vancouver, qui a depuis 1908 une unité qui a été dissoute en  1949 puis reformée en 1951. Elle compte environ 7 chevaux.

### Chine
En Chine, dans la ville de Dalian, dans la province du Liaoning, la police montée est exclusivement constituée de femmes.

### États-Unis
Aux États-Unis, la plus grande force de ce type dans une région métropolitaine se retrouve à Minneapolis, au Minnesota. Le U.S. Border Patrol fait également des patrouilles à cheval le long de la frontière avec le Mexique. Les chevaux qui patrouillent au Nouveau-Mexique sont nourris avec une moulée spéciale dont les grains, rejetés dans leur crottin, ne peuvent pousser afin d'éviter l'introduction de plantes exotiques dans les zones désertiques patrouillées

### France

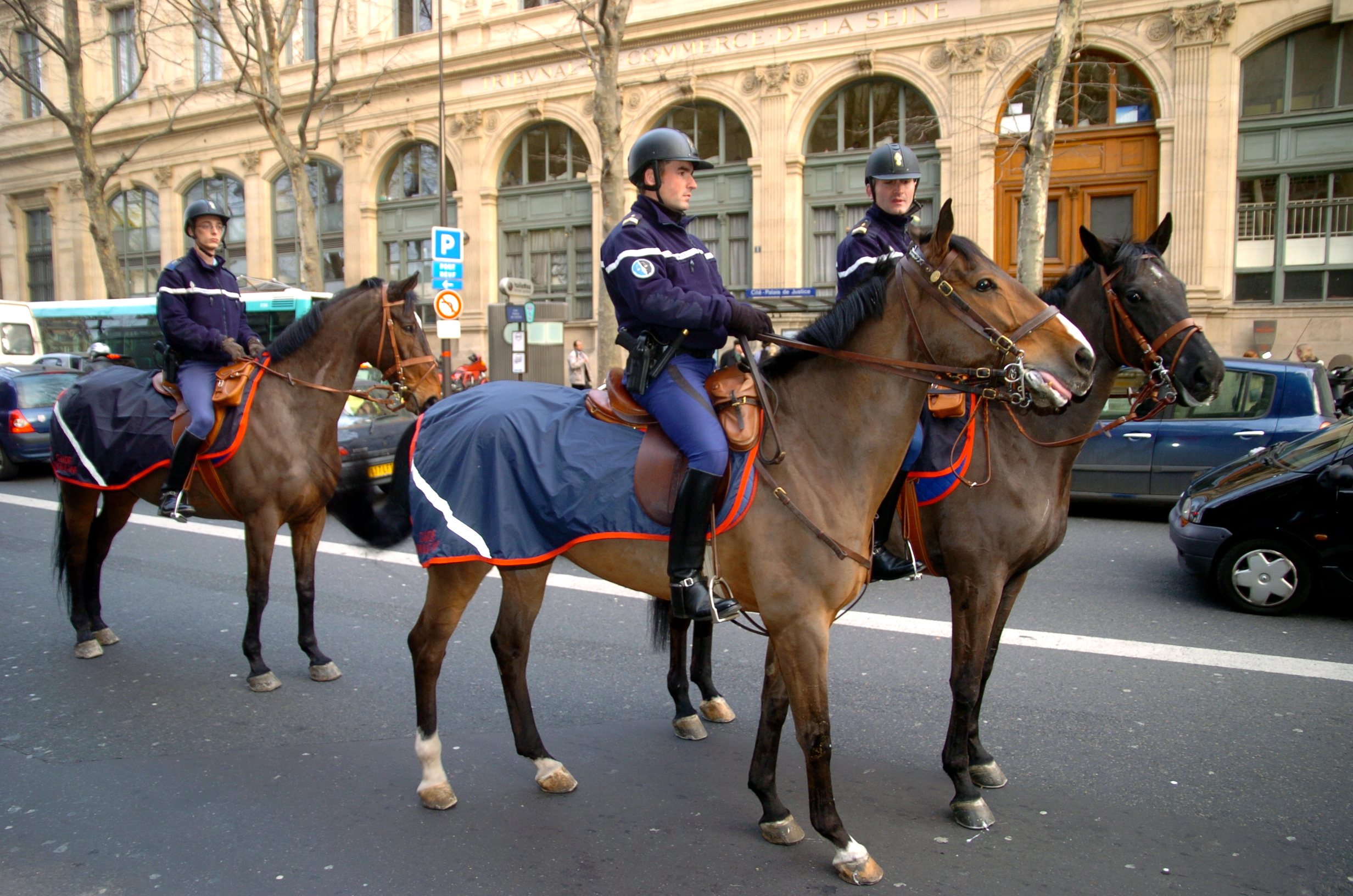
Brigade montée de la Garde Républicaine en patrouille à Paris le 23 janvier 2008.

En plus des forces de police mentionnées antérieurement, on retrouve des unités montées dans plusieurs pays. En France, il y a une police montée municipale dans certaines villes, ainsi que les Unités équestres de la Police nationale dotées de six Unités équestres départementales, dont l'unité Équestre territoriale du 93 qui dépend de la Préfecture de police de Paris. Quant à la Garde Républicaine, elle dépend de la gendarmerie nationale et possède un régiment de cavalerie comprenant environ 500 hommes et femmes ainsi que 450 chevaux répartis en 4 escadrons. Elle est la dernière unité à cheval de l’Armée française.
Seulement 3 robes sont utilisées pour les chevaux de police (alezan, bai, noir pangaré et gris fer). Les chevaux passent les tests physiques à la caserne du Célestin. Il est requis qu'ils fassent au moins 1,65 mètre au garrot.
Un policier doit avoir un diplôme d'équitation dit "Galop 5" au moins pour travailler à cheval et le Galop 6 pour la brigade équestre du château de Versailles.

### Belgique
En Belgique, la police à cheval est appelable pour tous les évènements publics comme les festivals, les matchs de football ou encore les manifestations. Mais elle a principalement une fonction de présence.

### Allemagne

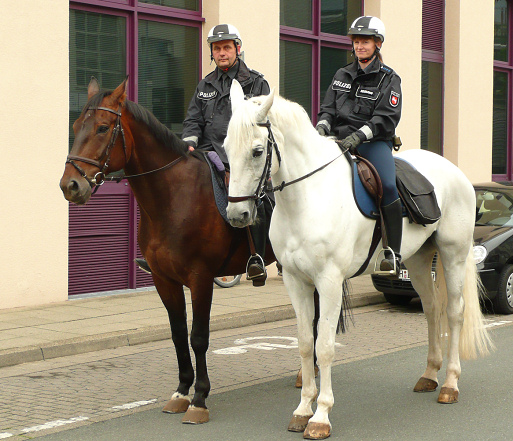
Policiers montés à Hanovre.

Plusieurs villes allemandes disposent d'une unité de police montée, notamment Hanovre (de) et Braunschweig (de).